# Les Fraises (Renoir)
Les Fraises est le titre d'une nature morte, une peinture à l'huile sur toile  de 20 × 43 cm  (avec cadre : 39,5 × 61,5 × 6,5 cm) réalisée par le peintre français Auguste Renoir (1841-1919). Datée de  1908 elle est  conservée au Musée des Beaux-Arts de Bordeaux.
Elle représente des fraises des bois posées sur un linge blanc et l'œuvre est signée en bas à droite. Elle a fait partie de la collection d'Eugène Blot avant d'être vendue à Frédéric Lung en 1933.
En 1961, le tableau fait partie du legs Lung aux musées nationaux. L’œuvre est entrée en dépôt au musée des Beaux-Arts de Bordeaux en 1961,.
Elle a été exposée à Rome en 1999 et à Osaka en l'an 2000.